# Louie B. Nunn
Louie Broady Nunn, född 8 mars 1924 i Barren County, Kentucky, död 29 januari 2004 i Versailles, Kentucky, var en amerikansk republikansk politiker. Han var Kentuckys guvernör 1967–1971.
Nunn deltog i andra världskriget i USA:s armé. Han utexaminerades från Bowling Green Business University och avlade sedan juristexamen vid University of Louisville. Därefter arbetade han som domare i Barren County och som stadsåklagare i Glasgow.
Nunn efterträdde 1967 Edward T. Breathitt som guvernör och efterträddes 1971 av Wendell Ford. Han kandiderade utan framgång i senatsvalet 1972 och i guvernörsvalet 1979. Nunn avled 2004 och gravsattes på Cosby Cemetery i Horse Cave i Kentucky.